# HD 20003 c
HD 20003 c est une exoplanète orbitant autour de l'étoile HD 20003. Elle a été découverte en 2011.